# Pak Chol-Min
Pak Chol-Min (en coreano: 박철민; 21 de septiembre de 1982) es un deportista norcoreano que compitió en judo. Participó en los Juegos Olímpicos de Pekín 2008, obteniendo una medalla de bronce en la categoría de –66 kg.

## Palmarés internacional
| Juegos Olímpicos | Juegos Olímpicos | Juegos Olímpicos  | Juegos Olímpicos |
| Año              | Lugar            | Medalla           | Categoría        |
| ---------------- | ---------------- | ----------------- | ---------------- |
| 2008             | Pekín (China)    | Medalla de bronce | –66 kg           |